# Eredo de Sungbo
L'Eredo de Sungbo est un système de murs défensifs et de fossés situé au sud-ouest de la ville yoruba de Ijebu Ode, dans l'État d'Ogun, au sud-ouest du Nigeria. Il a été construit en l'honneur de Bilikisu Sungbo, une aristocrate yoruba,.

## Description
La longueur totale des fortifications est supérieure à 160 km. Elles consistent en un fossé aux parois lisses formant une douve intérieure par rapport aux murs qui le surplombent. La hauteur entre le fond du fossé et le sommet des murs peut atteindre 20 mètres. La construction a été faite en latérite, une roche oxydée typique de l'Afrique. Le fossé forme un anneau irrégulier autour des terres de l'ancien royaume d'Ijebu ; l'anneau fait environ 40 km dans le sens nord-sud et 35 km dans le sens est-ouest. Les murs, flanqués d'arbres et envahis par la végétation, transforment le fossé en un tunnel verdoyant.
Techniquement, il semble que les constructeurs aient délibérément tenté d'atteindre la couche argileuse ou les eaux souterraines afin de créer un fond de fossé boueux ou marécageux. En effet, lorsque cela est obtenu à faible profondeur, d'un mètre seulement par exemple, le creusement n'a pas été poursuivi. À certains endroits, des statues coniques ont été placées au sommet du fossé.

## Mythes
L'Eredo de Sungbo est relié à la légende de la Reine de Saba, qu'on rencontre dans la Bible et dans le Coran. Dans la Bible, il est dit qu'elle a envoyé une caravane chargée d'or, d'ivoire et d'autres présents au roi Salomon. Dans le Coran, elle est une reine d'origine éthiopienne, nommée  Bilqis. Les Ijebu l'assimilent à une femme légendaire, une riche veuve sans enfants, appelée Bilikisu Sungbo. Selon la tradition orale, le fossé (l'Eredo) fut construit en sa mémoire. En outre, il est dit que sa tombe serait située à Oke-Eiri, en zone musulmane, juste au nord de l'Eredo. Des pèlerins chrétiens, musulmans et adeptes des religions traditionnelles africaines, se rendent chaque année sur le site, sacré, pour lui rendre hommage. L'archéologie a cependant démontré que la chronologie de la construction est incompatible avec les dates qui correspondraient à celles de la reine biblique. Pour les archéologues, l'Eredo de Sungbo est le signe de l'existence d'une vaste entité politique dans la zone, antérieure à l'existence du commerce transatlantique.

## Histoire
L'Eredo, conçu dans un but sans doute défensif, aurait été entre 800 et 1000 apr. J.-C., durant une période d'affrontements et de consolidation politique dans la forêt tropicale humide du Nigeria. On pense qu'il a été érigé pour les mêmes raisons qui conduisirent à des constructions similaires au Nigeria, notamment celles d'Ife, Ilesha ainsi qu'aux murs de Benin City (Benin Iya). On pense que l'Eredo fut un moyen d'unifier une zone comprenant diverses communautés en un seul royaume. 
Cependant, une campagne de fouilles menée en 2016 permet de dater un segment de cette grande enceinte au début du XVe siècle et contredit les spéculations qui entourent sa datation. 
La taille imposante du complexe et l'intérêt de sa construction attira l'attention des médias internationaux en septembre 1999, lorsque Patrick Darling, un archéologue britannique, qui avait travaillé sur le site, fouillé en premier lieu par Peter Lloyd, tenta de le faire connaître afin de le préserver. Auparavant, l'Eredo était peu connu en dehors d'une petite communauté composée des résidents locaux et des spécialistes de l'histoire des Yoruba. Quarante ans séparent la publication de Peter Lloyd et celle de Patrick Darling, mais cela nécessite cependant de reconsidérer en profondeur l'histoire de l'Afrique de l'Ouest.

## Patrimoine mondial
L'ensemble a été inscrit, avec celui des murs de Benin City, sur la liste indicative du patrimoine mondial de l'UNESCO en 1995.